# Antonio Sebastián de Toledo

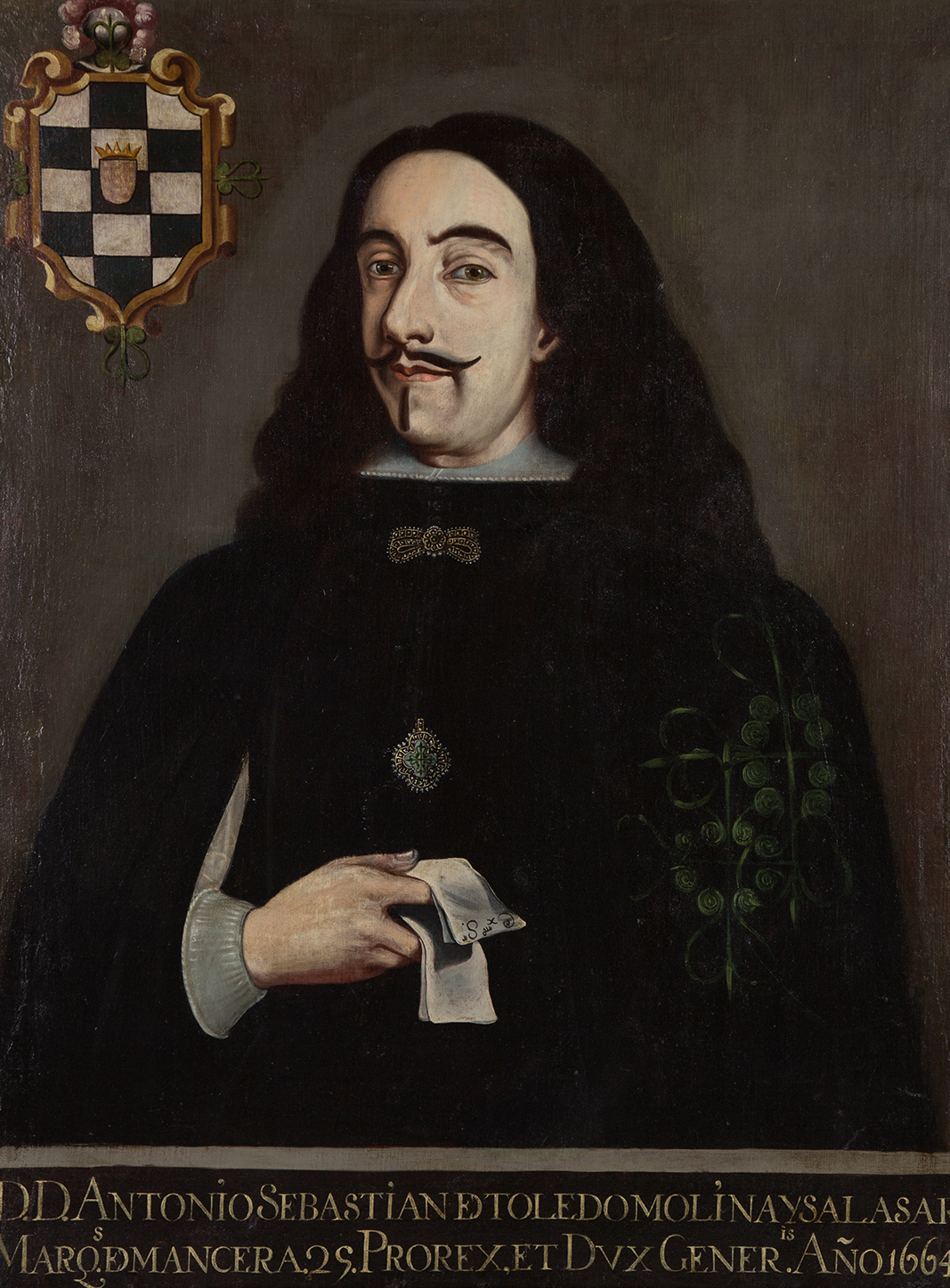
Antonio Sebastián de Toledo

Antonio Sebastián de Toledo Molina y Salazar (* 1625 (nach anderen Angaben: 1620 oder 1608) in Madrid, Spanien; † 1715 in Spanien) war Markgraf (spanisch marqués) von Mancera und ein spanischer Offizier und Kolonialverwalter, der von 1664 bis 1672 als Vizekönig von Neuspanien amtierte.

## Leben

### Herkunft und Jugend
Antonio de Toledo kam als einziger Sohn von Pedro Álvarez de Toledo y Leiva und María Luisa de Salazar y Enríquez de Navarra in Spanien zur Welt. Sein Vater wurde als erster Marqués de Mancera im Jahr 1623 in den erblichen Adelsstand erhoben (Nobilitierung); Antonio erbte diesen Titel nach dessen Tod. Über sein Geburtsjahr gibt es unterschiedliche Angaben, wobei das Jahr 1608 als das Unwahrscheinlichste erscheint, da Antonio de Toledo damit ein Alter von 107 Jahren erreicht hätte, was für Europäer in dieser Epoche extrem ungewöhnlich erscheint.
Als sein Vater im Jahr 1639 zum Vizekönig von Peru ernannt wurde, reiste die Familie mit ihm nach Südamerika. Antonio de Toledo verbrachte also seine Jugend in Peru. Er trat dort in die königlich spanische Marine ein (ein weiteres Argument, das für das Geburtsjahr 1620 oder 1625 spricht, denn sonst hätte er seine Militärkarriere erst in seinen Dreißigern begonnen). In der spanischen Marine kämpfte er vorrangig gegen holländische Piraten, die zu jener Zeit die Seewege und -häfen in der Karibik und am Pazifik bedrohten. Hierarchisch stieg er bis zum Galeerengeneral auf.

### Karriere in Europa
Mit Ende der Amtszeit seines Vaters kehrte auch Antonio im Jahr 1648 nach Europa zurück. Er wurde zum Kammerherrn am spanischen Hof ernannt und diente dem König in diplomatischen Missionen in der Republik Venedig sowie an verschiedenen Stationen in Deutschland, wo er die spanischen Interessen im Nachgang des Dreißigjährigen Krieges vertrat.
Im Anschluss war er wieder militärisch tätig und befahl spanische Schiffe im Kampf gegen niederländische und britische Freibeuter. Toledo galt als enger Vertrauter von König Philipp IV.

### Amtszeit in Neuspanien
Im Jahr 1664 ernannte ihn der König trotz Bedenken wegen seiner schwachen Gesundheit zum Vizekönig von Neuspanien. Am 15. Oktober des Jahres hielt Toledo seinen feierlichen Einzug in Mexiko-Stadt. Zu dieser Zeit wusste er nicht, dass sein Förderer Philipp IV. am 17. September 1664 gestorben war. Er fand die Staatsfinanzen der Kolonie in schlechter Verfassung, da die fortdauernden Kämpfe gegen britische Freibeuter den Haushalt ebenso belastet hatten wie die Abgaben in Richtung Spanien.
Toledo senkte daher die Ausgaben, ordnete gleichzeitig aber Investitionen in Schiffe für die Küstenwache an, um den Schutz vor Piratenangriffen zu verbessern. Zu dieser Zeit machte etwa Henry Morgan die Karibik unsicher und hatte mehrere spanische Häfen überfallen und niedergebrannt. Innenpolitisch setzte er die Bemühungen zur Entwässerung der Stadt und des Hochtals von Mexiko-Stadt fort.
Seine Frau, Leonor de Carreto, nahm die junge Juana de Asbaje y Ramírez unter ihre Fittiche und sorgte für ihre Ausbildung. Später sollte diese als Juana Inés de la Cruz zur gefeierten Dichterin Mexikos werden.
Unter Toledos Amtszeit wurde der Ausbau der Kathedrale von Mexiko-Stadt abgeschlossen; die feierliche Einweihung fand am 24. Juni 1666 statt. Neuspanien litt während seiner Herrschaft, wie bereits unter seinen Vorgängern, unter wirtschaftlichen Problemen. Trotz seiner bescheidenen Amtsführung musste sich Toledo zweier Anklagen der Real Audiencia erwehren, die ihm missbräuchlichen Umgang mit den Staatsfinanzen vorwarfen.
Im Jahr 1666 erbat er wegen seines schlechten Gesundheitszustandes die Ablösung, die ihm aber erst sechs Jahre später gewährt wurde. Er übergab das Amt an seinen Nachfolger Pedro Nuño Colón de Portugal. Auf der Rückreise nach Europa starb seine Frau, die in Puebla begraben wurde.

### Späte Jahre in Spanien
Im Jahr 1691 wurde er in den Staatsrat (Consejo de Estado) in Madrid berufen. Nach dem Tode Karls II. stand er zunächst auf Seiten einer österreichischen Nachfolge durch Erzherzog Karl im Spanischen Erbfolgekrieg, wechselte später aber auf die Seite der Bourbonen, die durch Philipp von Anjou vertreten waren. Nach dem Sieg Philipps wurde er, nachdem er für seine pro-bourbonische Einstellung zunächst in allgemeine Ungnade gefallen war, im Jahr 1706 in das spanische Regierungskabinett aufgenommen.